# Lizer
Арсен Ельдарович Магомадов (нар. 12 серпня 1998, Москва, Росія) — російський реп-виконавець, автор пісень, більш відомий за псевдонімом LIZER. Колишній учасник реп-об'єднання «Закат 99.1».

## Біографія
Арсен народився і виріс у місті Москва, в Ізмайлово. За національністю — лезгін. За задумом батька, мав стати олімпійським чемпіоном з вільної боротьби, у зв'язку з чим кілька місяців жив і тренувався в Махачкалі. Повернувшись до Москви, Арсен записує свій перший трек.
У 2016 році у складі реп-колективу «Закат 99.1» випустив альбом «Frozen». Альбом загалом був добре зустрінутий публікою.
У тому ж (2016) році у гурту «Закат 99.1» вийшов альбом, під назвою «So Web», у створенні якого одну з лідируючих ролей грав LIZER. Наступний альбом називався «SCi-Fi». Після випуску цього альбому Арсен пішов на експерименти, змінив стиль, що вилилося в реліз Damn Garden, виконаний у похмурому стилі.
2017 — виходить спільний альбом LIZER і Flesh «False Mirror», на однойменний трек був знятий відеокліп.
На початку 2018 року, після розпаду гурту «Закат 99.1», LIZER випустив альбом «My Soul», який став початком сольної кар'єри артиста.
У липні 2018 року LIZER представив на YouTube відеокліп на пісню «Панк-рок-мальчик». Відеороботу було наповнено естетикою поп-панка.
Слухачі швидко помітили, що пісня дуже схожа на трек «Punk Rock Boy» групи Boyfriendz, написаний її учасником Lil Aaron'ом. Конфлікт між артистами, що виник, був завершений взимку 2019 року спільною піснею «Слезы».
18 листопада 2018 року LIZER дав перший сольний концерт у Москві.
Наступного дня на YouTube відбулася прем'єра кліпу на найвідомішу на той момент пісню музиканта — «Пачка сигарет».
У грудні було випущено сингл «Корабли». Крім того, LIZER повідомив, що готує новий альбом, куди увійде ця пісня.
19 квітня 2019 у LIZER'а вийшов новий сольний альбом «Не ангел». Альбом був охарактеризований пресою як «дуже особистий».
У записі альбому взяли участь гітарист гурту «Animal ДжаZ» Джонні Рахівський та Віктор Сибрінін, який працював із гуртом «Little Big»
У той же день на YouTube відбулася прем'єра кліпу на пісню «Между нами» із цього альбому.
У першій половині грудня соціальна мережа «ВКонтакті» та музичний додаток Boom оприлюднили списки найпопулярніших пісень та альбомів за минулий рік. До списку 10 найпопулярніших альбомів увійшов альбом LIZER «Не ангел», а до списку 30 найпопулярніших пісень його пісня «Корабли».
23 жовтня 2020 у Lizer'а вийшов сьомий студійний альбом «Молодость, Ч.1». На ньому не було жодного запрошеного артиста, а головною концепцією релізу стала тема дорослішання. У більшості пісень Lizer розмірковує про дитинство, юність, друзів, відповідальність та самовизначення у дорослому житті.

## Дискографія

### Студийні альбоми
- 2016 — «Frozen»
- 2016 — «SO WEB»
- 2017 — «Damn Garden»
- 2017 — «False Mirror» (разом з FLESH)
- 2018 — «MY SOUL»
- 2018 — «Teenage Love»
- 2019 — «Не Ангел»
- 2020 — «Молодость, Ч1»

|  | - 2018 — «Сердце» - 2018 — «Близкие» - 2018 — «Три слова» - 2018 — «Под звуки наших поцелуев» - 2018 — «Blessed» - 2018 — «Не отдам» - 2018 — «Корабли» (альбомний сингл) - 2019 — «Слёзы» (разом з Lil Aaron) - 2020 — «Быстро повзрослел» - 2021 — «Тепло» (максі сингл) - 2021 — «Водой» - 2021 — «Гори» (разом з MAYOT) - 2021 — «Гори (Remix)» (разом з ANIKV) - 2021 — «Свобода» - 2021 — «Забыл» (разом з Недры) - 2021 — «Статика» (OST Солдаут) - 2022 — «Простым» | - 2018 — Lildrughiil — «На краю» («STELLA») - 2018 — Narkomfin — «Скажешь 'Да'» («Ulyanovsk») - 2019 — Telly Grave — «Против всех» («GORE SEASON»), «Bury my opps» («BABY SOULJA») - 2019 — Basic Boy — «По планете» («SUPERWORLD») - 2019 — Kidd — «Зачем ты идёшь за мной» («Днём надо спать») - 2019 — SALUKI & NOA — «Ileord Xp2 Super» («Властелин Калек») - 2019 — Lildrughiil — «Отдай себя» («EXIT») - 2020 — CAPTOWN — «С другой стороны» («Иллюзия нормальности») - 2020 — Рыночные отношения — «Обратно» («2020») |